# Дюфе, Шарль Франсуа
Шарль Франсуа Дюфе (фр. Charles François de Cisternay du Fay; 14 сентября 1698, Париж — 16 июля 1739, там же) — французский учёный, физик, член Парижской Академии наук.
Дюфе добился наибольших успехов в систематизации сведений по электрическим эффектам. Он составил программу для изучения электрических явлений и в результате открыл два рода электрического заряда: «стеклянный» и «смоляной» (сейчас их называют положительным и отрицательным); первым исследовал электрические взаимодействия и доказал, что одноименно наэлектризованные тела отталкиваются друг от друга, а разноименно — притягиваются. В своих экспериментах Дюфе пользовался уже не электроскопом, а электрометром, позволяющим измерить величину заряда.